# Disciseda muntacola
Disciseda muntacola är en svampart som beskrevs av Grgur. 1997. Disciseda muntacola ingår i släktet Disciseda och familjen Agaricaceae.   Inga underarter finns listade i Catalogue of Life.